# Dryopsophus chloris
Espèce
Synonymes
- Hyla chloris Boulenger, 1892
- Litoria chloris (Boulenger, 1892)

Statut de conservation UICN

 LC  : Préoccupation mineure
Dryopsophus chloris est une espèce d'amphibiens de la famille des Pelodryadidae.

## Répartition

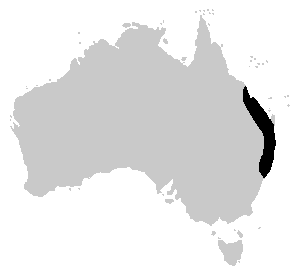
Distribution

Cette espèce est endémique d'Australie. Elle se rencontre le long du littoral de Prosperine dans le Queensland jusqu'à la moitié de l'est de la Nouvelle-Galles du Sud ce qui représente 219 800 km2.

## Galerie

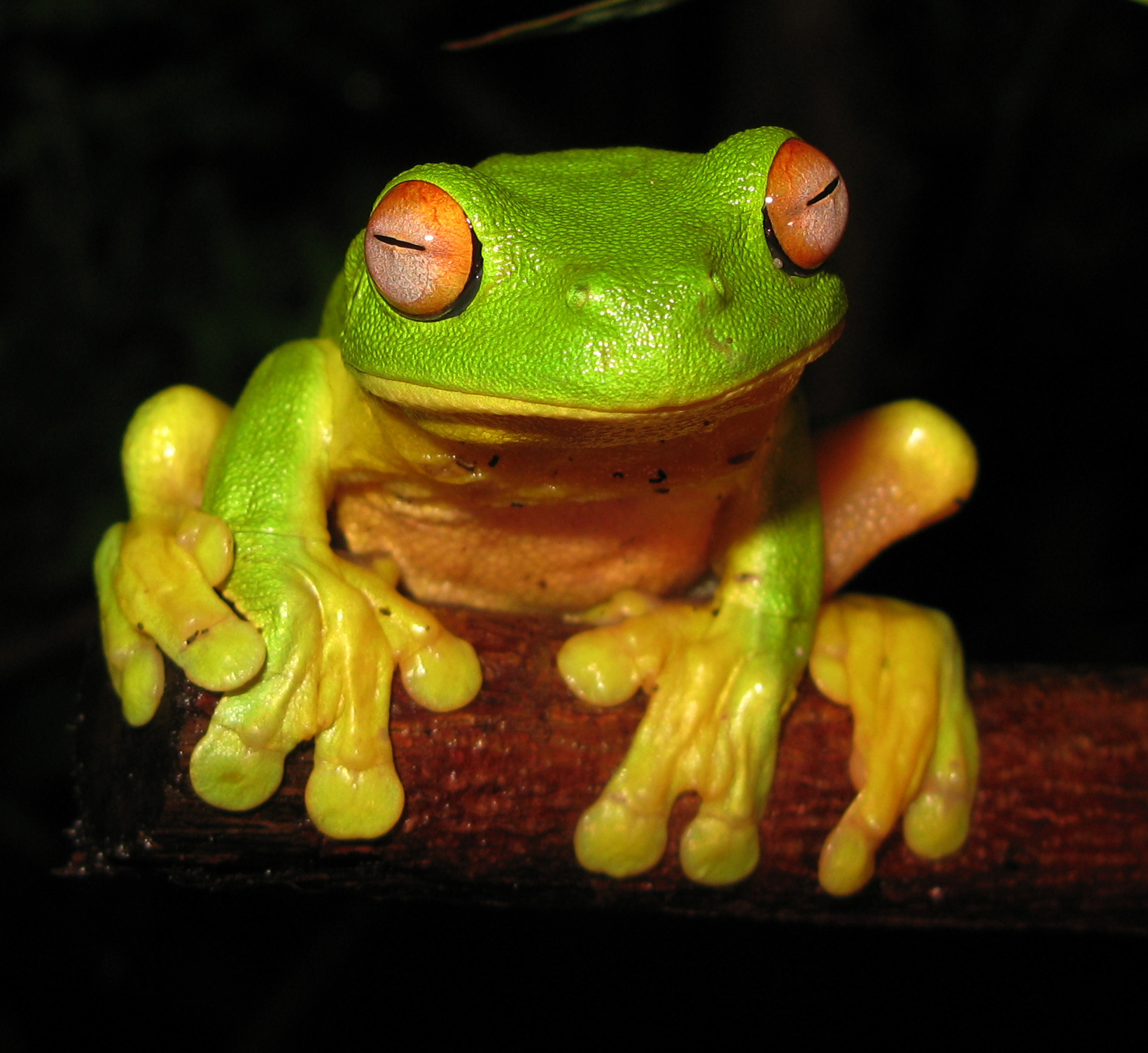
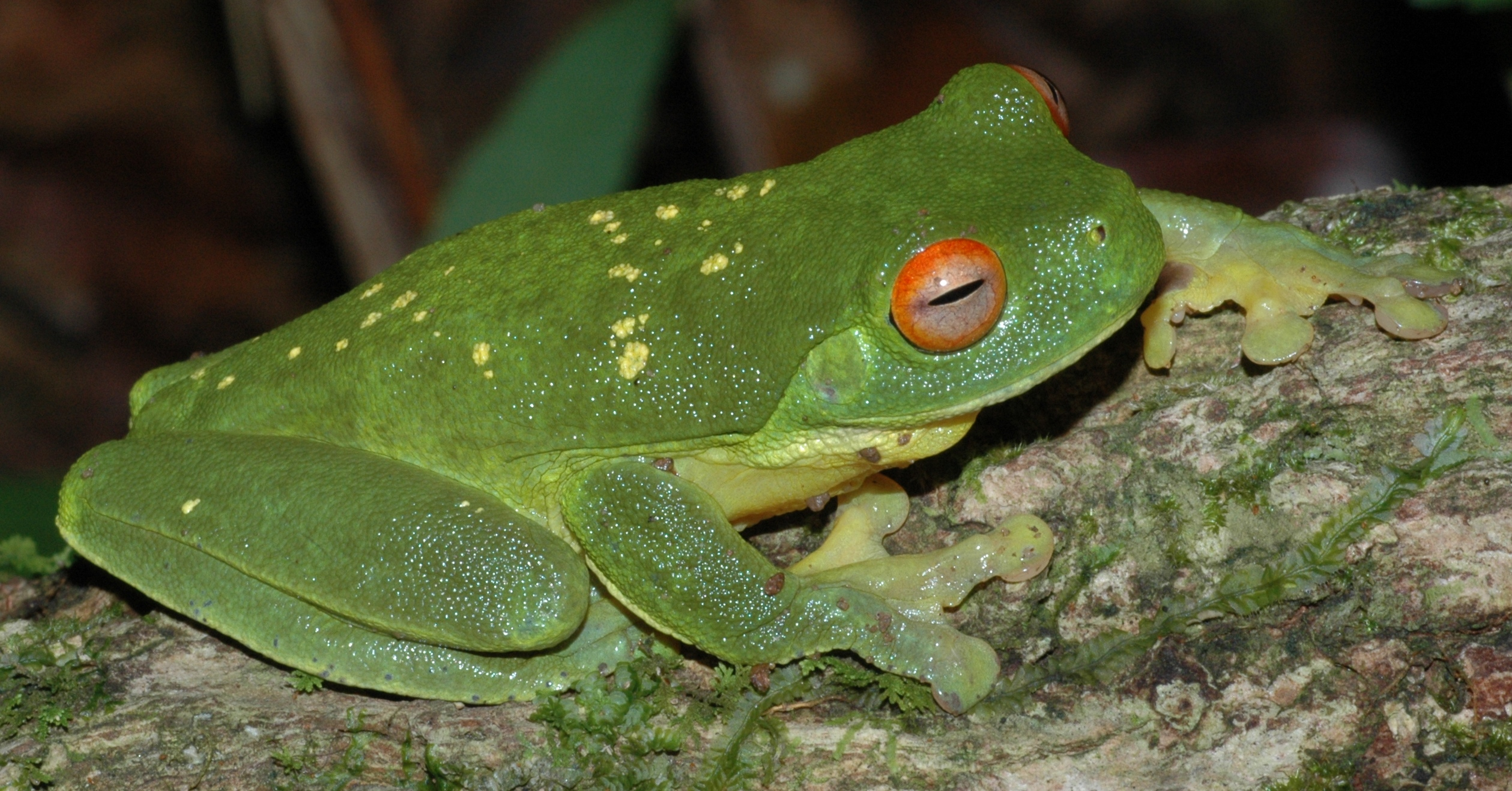
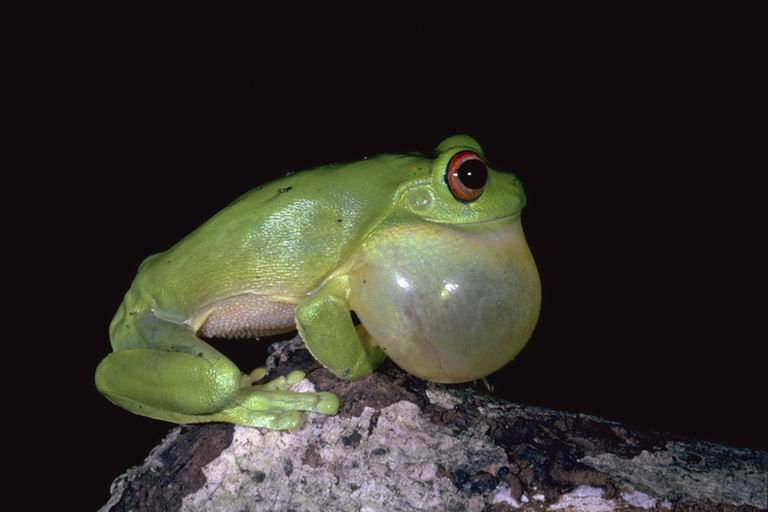
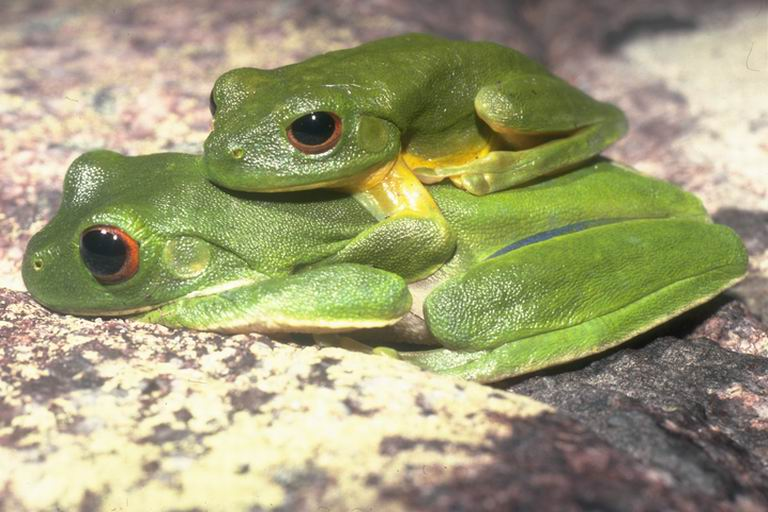
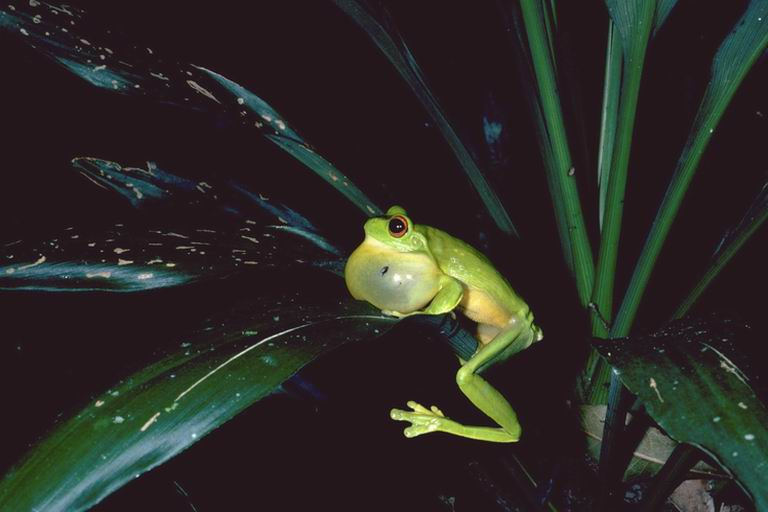
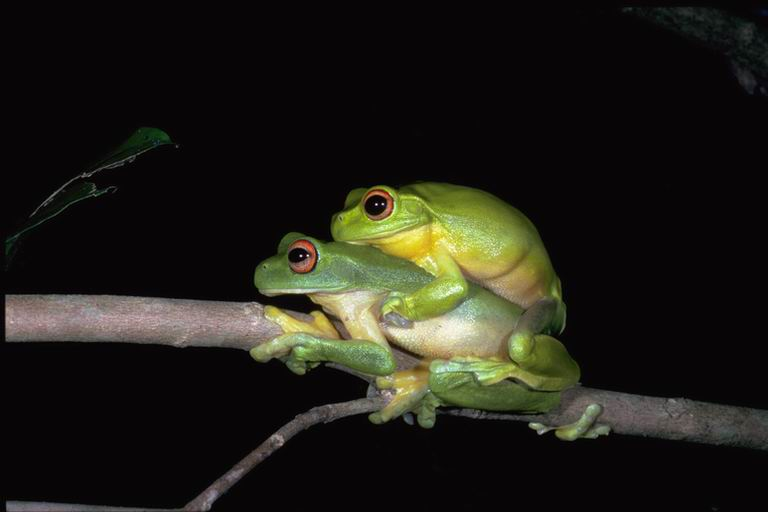
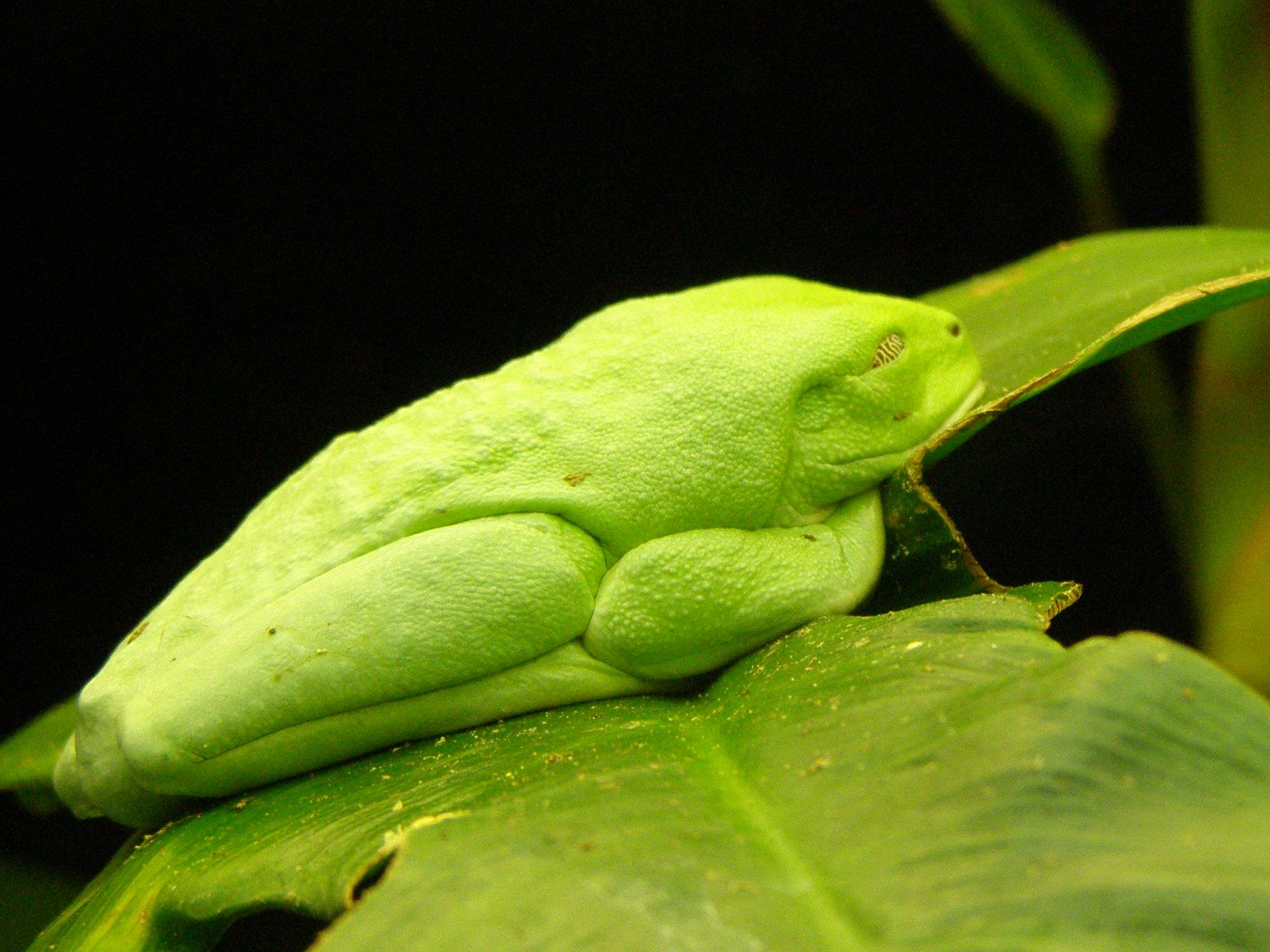
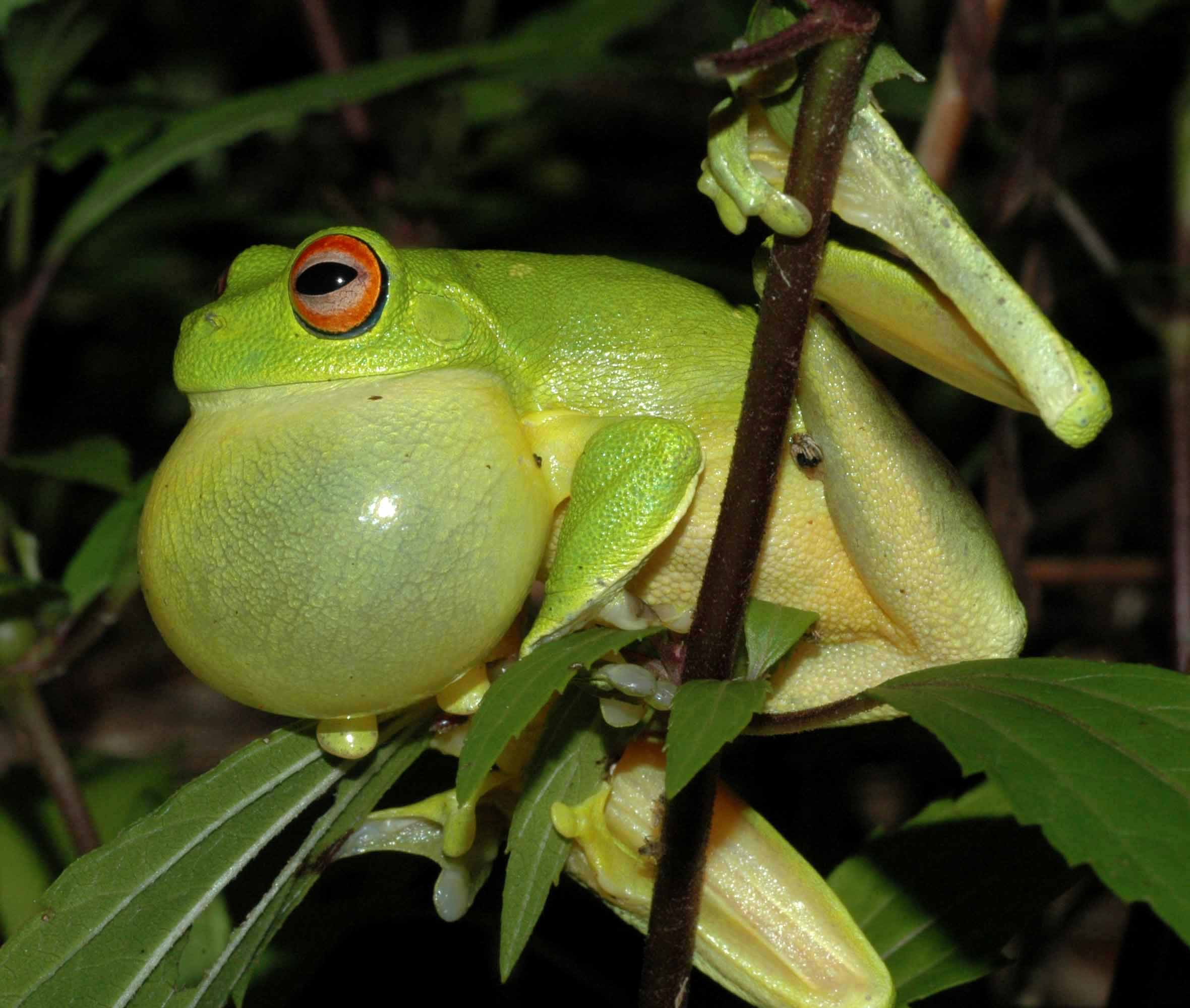

## Description
Le mâle holotype mesure 63 mm. Les mâles mesurent de 54 à 62 mm et les femelles de 58 à 68 mm.

## Publication originale
- Boulenger, 1892 : Description of a new tree-frog from New South Wales. Proceedings of the Linnean Society of New South Wales, sér. 2, vol. 7, p. 403-405 (texte intégral).